# أرابي (جورجيا)
عربي أو (نقحرة: أرابي) (بالإنجليزية: Arabi, Georgia)‏ هي بلدة تقع في مقاطعة كريسب، جورجيا بولاية جورجيا في الولايات المتحدة. تبلغ مساحتها 11.9 (كم²)، وترتفع عن سطح البحر 134 م، بلغ عدد سكانها 586 نسمة في عام 2000 حسب إحصاء مكتب تعداد الولايات المتحدة وتصل الكثافة السكانية فيها 38.3 نسمة/كم2.

## وصلات خارجية
- The US50 - Cities and Towns in Georgia State
- Georgia Cities and Towns, Facts, Map, Flag, Colleges, Government, and More